# Janina Kłossowska
Janina Kazimiera Kłossowska z domu Borkowska (ur. 7 czerwca 1942 w Janowie, zm. 24 kwietnia 2009 w Kole) – polska robotnica, poseł na Sejm PRL VIII kadencji (1983–1985).

## Życiorys
Córka Kazimierza i Reginy z domu Drabina. Uzyskała wykształcenie podstawowe. Pracowała jako sortowaczka wyrobów gotowych w Zakładach Wyrobów Sanitarnych w Kole. 22 marca 1983 objęła mandat posłanki na Sejm PRL, zastępując zmarłego Wincentego Jesionowskiego z Polskiej Zjednoczonej Partii Robotniczej w okręgu Konin. Zasiadała w Komisji Pracy i Spraw Socjalnych oraz Komisji Skarg i Wniosków.